# Čebrails Makreckis
Čebrails Makreckis (Aquisgrana, 10 maggio 2000) è un calciatore lettone, centrocampista del Ferencváros.

## Biografia
È nato in Germania ad Aquisgrana da padre turco e madre lettone. Ha inoltre discendenze marocchine dal lato paterno.

## Carriera

### Club
Makreckis è cresciuto nel settore giovanile del Bayer Leverkusen, dove ha militato dal 2010 al 2018 tranne per un breve periodo al Bergisch Gladbach. Nel 2019 è stato acquistato dal Bonner con cui ha giocato i primi incontri di Regionalliga. L'anno successivo è stato acquistato dal Borussia Dortmund che lo ha assegnato alla propria squadra riserve, con cui ha esordito il 23 settembre nell'incontro di Regionalliga vinto 4-1 contro il Wiedenbrück. Il 19 gennaio 2022 è passato a titolo definitivo al Viktoria Berlino.
Nell'estate del 2022 si è trasferito in Bulgaria al Pirin Blagoevgrad. Ha debuttato il 22 agosto nell'incontro di Părva liga perso 4-0 contro il Ludogorec.
L'8 giugno 2023 è stato acquistato dal Ferencváros.

### Nazionale
Ha giocato nella nazionale lettone Under-19.

## Statistiche

### Presenze e reti nei club
Statistiche aggiornate al 21 dicembre 2022.
| Stagione        | Squadra              | Campionato      | Campionato | Campionato | Coppe nazionali | Coppe nazionali | Coppe nazionali | Coppe continentali | Coppe continentali | Coppe continentali | Altre coppe | Altre coppe | Altre coppe | Totale | Totale | Totale |
| Stagione        | Squadra              | Comp            | Pres       | Reti       | Comp            | Pres            | Reti            | Comp               | Pres               | Reti               | Comp        | Pres        | Reti        | Pres   | Reti   |        |
| --------------- | -------------------- | --------------- | ---------- | ---------- | --------------- | --------------- | --------------- | ------------------ | ------------------ | ------------------ | ----------- | ----------- | ----------- | ------ | ------ | ------ |
| 2019-2020       | Bonner               | RL              | 20         | 1          | CG              | 0               | 0               |                    | -                  | -                  |             | -           | -           | 20     | 1      |        |
| 2020-2021       | Borussia Dortmund II | RL              | 12         | 0          |                 | -               | -               |                    | -                  | -                  |             | -           | -           | 12     | 0      |        |
| 2021-gen. 2022  | Borussia Dortmund II | 3L              | 15         | 1          |                 | -               | -               |                    | -                  | -                  |             | -           | -           | 15     | 1      |        |
| gen.-giu. 2022  | Viktoria Berlino     | 3L              | 17         | 0          | CG              | 0               | 0               |                    | -                  | -                  |             | -           | -           | 17     | 0      |        |
| 2022-2023       | Pirin Blagoevgrad    | 1L              | 23         | 1          | CB              | 1               | 0               |                    | -                  | -                  |             | -           | -           | 24     | 1      |        |
| 2023-2024       | Ferencváros          | NB1             | 16         | 0          | CU              | 0               | 0               | UCL+UECL           | 2+11               | 0                  |             | -           | -           | 29     | 0      |        |
| Totale carriera | Totale carriera      | Totale carriera | 103        | 3          |                 | 1               | 0               |                    | 13                 | 0                  |             | -           | -           | 117    | 3      |        |

## Palmarès

### Club

#### Competizioni regionali
- Regionalliga: 1

Borussia Dortmund II: 2020-2021 (West)

#### Competizioni nazionali
- Campionato ungherese: 2

Ferencvaros: 2023-2024, 2024-2025